# Edoardo Arborio Mella
Edoardo Arborio Mella (Vercelli, 18 novembre 1808 – Vercelli o Casale Monferrato, 8 gennaio 1884) è stato un architetto italiano.

## Biografia
Era figlio del conte Carlo Emanuele (per molti anni sindaco di Vercelli) e di Vittoria Gattinara, a sua volta figlia di Ludovico conte di Zubiena. Studiò presso il collegio del Carmine a Torino e, nel 1834, si sposò con Adele Clotilde Olgiati, figlia di Giuseppe Alessandro. Insieme ebbero tre figli: Carlo Alessandro, Maria Vittoria e Federico, il quale fu architetto e archeologo e collaborò col padre nel suo lavoro. La moglie morì nel 1839 appena cinque anni dopo le nozze.

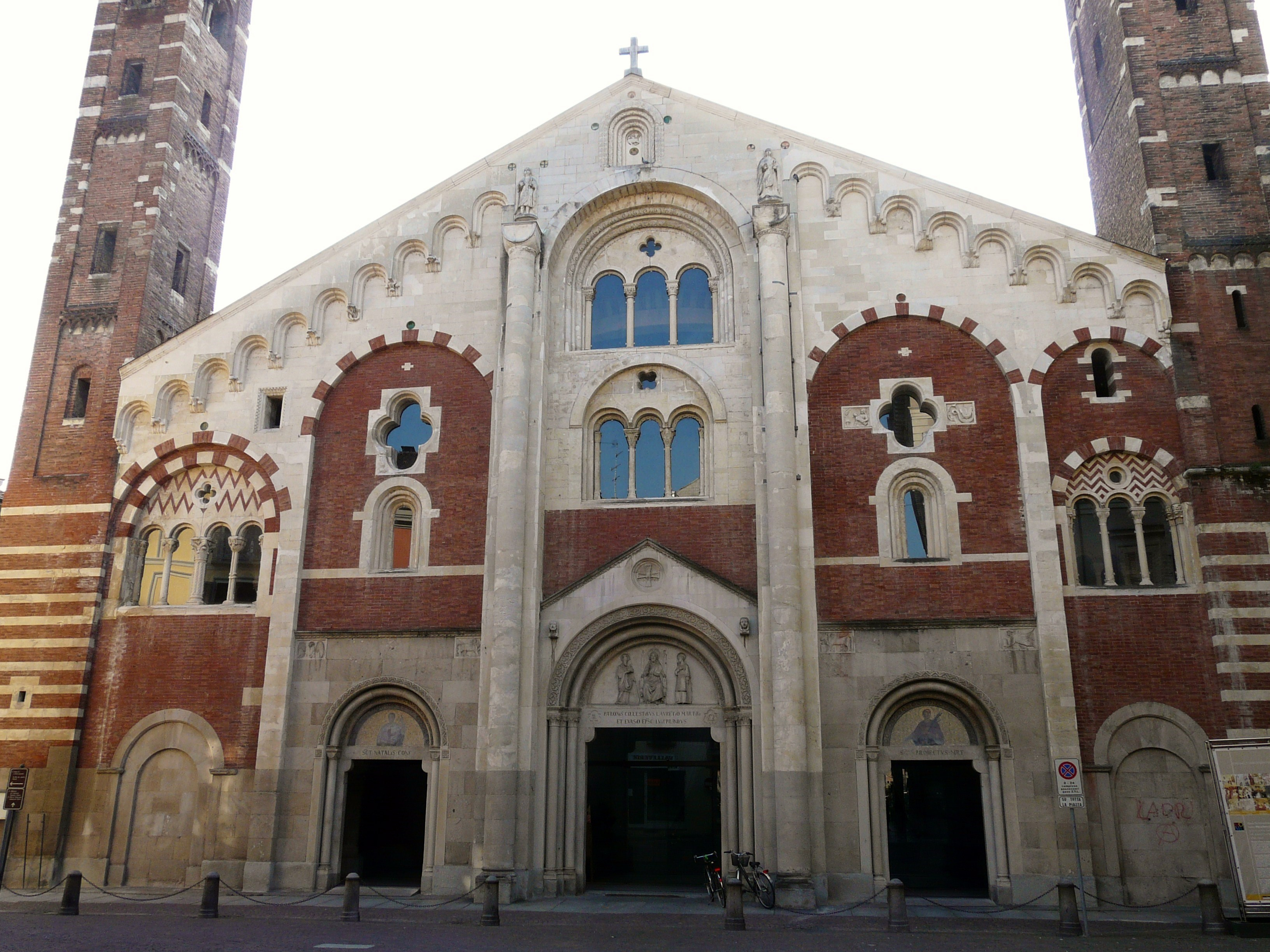
Facciata del duomo di Casale Monferrato in Piemonte

Fece molti viaggi: spinto dall'interesse per l'architettura gotica viaggiò in Svizzera, Francia e Germania; in seguito si spinse anche a Monaco, Costantinopoli, Venezia, Berlino, Praga, Budapest, Atene e Vienna.
Iniziò i lavori di restauro del Duomo di Casale Monferrato nel 1857 e li finì nel 1861. In seguito fece interventi di restauro a Rosignano, Mirabello, Villanova Monferrato e nella chiesa di Sant'Ilario. Fece anche una proposta per il restauro (realizzato poi da altri) del Duomo di Osimo. Pubblicò due libri: Elementi di architettura gotica del 1857 e Elementi di architettura romano-bizantina detta lombarda.
Fu assiduo corrispondente epistolare del padre barnabita Luigi Bruzza, il quale aiutò spendendogli descrizione e schizzi di reperti archeologici ed epigrafi che confluirono in parte nelle Iscrizioni antiche vercellesi.